# Библиотека „Љубиша Р. Ђенић” Чајетина
Библиотека „Љубиша Р. Ђенић” се налази у Чајетини, настала је 1904. године, оснивањем „Златиборске читаонице”. Главни циљеви оснивања читаонице је да „набавком књига, новина, политичких, економских и књижевних списа, унесу шира знања међу Златиборце”.

## Историјат
Од оснивања до данас библиотека је имала прекид у раду за време Првог и Другог светског рата, да би 1949. године, ангажовањем Љубише Ђенића-Пује била стручно уређена, чиме је одређена концепција рада која ће бити присутна у наредних тридесетак година.
Библиотека се до 1995. године налазила у саставу Културно-спортског центра, када је СО Чајетина, поштујући одредбе Закона о библиотекама донела одлуку о оснивању Библиотеке као јавне установе културе. 

## Библиотека данас
Библиотека је данас смештена у некадашњој згради Основне школе из 1910. године, која је због свог значаја евидентирана као непокретно културно добро. Зграда је адаптирана за потребе смештаја књижног фонда од преко 40 000 књига и одвијања културног садржаја. На 600m² корисног простора се налазе позајмно и завичајно одељење, као и одељење каталошке обраде књига и музејске збирке. 
У оквиру библиотеке у функцији својеврсног културног центра организују се промоције књига, концерти, филмске и позоришне представе, семинари, као и окупљања љубитеља књиге, стваралаца, књижевника, уметника. Заједно са СО Чајетина и Туристичком организацијом Златибор организује дводневни Летњи улични ерски кабаре.

### Музејска збирка
Музејска збирка од основања 1951. године, обавља делатност сакупљања, заштите, чувања, проучавања и презентације предмета из богате културно-историјске баштине златиборске регије. Музејски фонд обухвата преко 1200 предмета разврстаних у историјску, етнографску, уметничку, нумизматичку и природњачку збирку, као и архивску грађу са преко 2000 архивских докумената из периода 19. и 20. века са фототеком. У саставу овог Музеја налази се и Спомен - збирка ђенерала Крсте Смиљанића, прослављеног војсковође из Првог светског рата, пореклом из златиборског села Љубиша.
У сталној музејској поставци презентирани су делови аутентичног покућства златиборске брвнаре, најсавршенијег облика куће српског становништва динарске регије, делови градске и народне ношње 19. и прве половине 20. века, оружје из Првог и Другог српског устанка и Првог светског рата, стари српски и европски новац из периода од 17. до 19. века, као и збирка минерала са подручја Златибора.

### Фондација Михаило Ћуповић
У оквиру библиотеке је основана Фондација „Михаило Ђуповић”, ради трајног очувања и неговања успомене на његов рад. Фондација је основана Одлуком Управног одбора библиотеке, бр. 02 од 18. марта 2005. године.

## Издаваштво
- Одабрани новинарски чланци, Живојин Павловић, приредио Слободан Гавриловић, 2001.
- Клетве и благослов, Мирослав Рњаковић, 2002.
- Слике мога срца, Јагода Јеремић, 2003.
- Парада сенки, Мирослав Рњаковић, 2003.
- Кућа књиге, Сањина Џамбић, Јеремија Џамбић, 2004.
- Светозарне љубавне епистоле и неколико песама, Вера Рајаковић, 2004.
- Говорећи истину, Јагода Јеремић, 2005.
- Приче из Мушвета, Добривоје Гавовић, 2005.
- Заточник јаве и сна, Вукомир Божанић, 2005.
- Поред брига разбибрига, Зоран Богдановић, 2006.
- Кренути даље ка земљи, Добросав Обрадовић, 2006.
- Лучоноше просветљења, Милосав Радибратовић, 2006.
- Мозаик, Миленка Удовичић, 2006.
- Златибор у Великом рату, Милисав Ђенић, 2006.
- Кораке не бројим, Милка Росић, 2007.
- Српски владари у ужичком крају, Снежана Ђенић, 2007.
- Гостиље, Адам Митровић, Драгољуб Новаковић, 2007.
- Теби пева моја душа, Господе, Радмила Зотовић, 2007.
- Крпице, Даринка Симић Митровић, 2007.
- Библиотека „Љубиша Р. Ђенић”, проспект Снежана Ђенић, 2007.
- Основна школа у Чајетини, Милисав Ђенић, 2008.
- Жиловићи од Златибора, Симо Жиловић, 2008.
- Врећа за снове, Милош Белчевић, 2008.
- Армијски ђенерал Крста Смиљанић, каталог изложбе, Снежана Ђенић, 2008.
- Златибор културна и историјска баштина од праисторије до данас, Снежана Ђенић, 2009.
- Лучоноше просветљења, Милосав Г. Радибратовић, 2009.
- Даривам ти корак лак, Милка Росић, 2009.
- Ужички округ у време босанско-херцеговачког устанка и српско-турских ратова 1875-1878. године, Др Живорад Марковић, 2009.
- Србијо, мајко и маћехо, Лука Николић, 2010.
- Понос завичаја, Милосав Г. Радибратовић, 2010.
- Стојановићи из Криве Реке, Данило Стојановић, 2010.
- Цртежи и записи, Љубиша Р. Ђенић Рујански, 2011.
- Ужички горски цар хајдук Никола Јевђовић, Снежана Ђенић, 2012.
- Прота Радосав Симић, српски духовник, неимар и добротвор, Снежана Ђенић и Боса Росић, 2012.
- Зрак Сунца на капи росе, Милосав Г. Радибратовић, 2012.
- Светлописом кроз прву српску ваздушну бању, Снежана Ђенић и Милисав Ђенић, 2013.
- Мој град, Радомир Раде Верговић, 2013.
- Пет најлепших година, Милосав Г. Радибратовић, 2013.
- Мачкат - праг Златибора, Др Раде Познановић, 2013.
- Од јегиштера до компјутера, Милосав Г. Радибратовић, 2013.
- Атлантида алто, Жељко Марковић, 2013.
- Јеврем Чакаревић: Дневник, приредио Милорад Искрин, 2014.
- Рожанство, Запис о поколењима, Добривоје Борчић, 2014.
- Споменица знеменитих и заслужних Златибораца, Милисав Р. Ђенић, 2014.
- Дејства ужичке војске у Полимљу и на Златибору августа 1914. са освртом на Лимски одред, Радивоје Папић, 2014.
- Ђенерал Крста Смиљанић, хроника једног витешког живота, Снежана Ђенић, 2014.
- Мала антологија мудрости, Милија Ј. Кнежевић, 2015.
- Ужичке кириџије и рабаџије, Данило Станојевић, 2015.
- Рујански старешина Јован Мићић, Снежана Ђенић, 2015.
- Писац с крајоликом, Зоран Јеремић, 2015.
- Сећања и дознања, Добривоје Ј. Гавовић, 2015.
- Западна Србија 1812-1813, Живота Марковић, 2016.
- Кад први пјевци запјевају, Милосав Г. Радибратовић, 2016.
- Мале и средње скулптуре, Видан Николић, 2016.
- Јозеф Червенка: Мој дневник 1914 - 1918, приредила Снежана Ђенић

## Награде и признања
Библиотека је добитник угледног друштвеног признања „Капетан Миша Анастасијевић” за 2013. годину, за постигнуте резултате у изградњи привредног амбијента Златиборског округа и Србије, а у категорији „Најбоља установа у области културе Златиборког округа”.